# Forza Horizon 3
Forza Horizon 3 je závodní videohra z roku 2016, kterou vyvinulo studio Playground Games a vydala společnost Microsoft Studios pro Xbox One a Windows. Jedná se o devátý díl série Forza a třetí díl podsérie Forza Horizon.

## Hratelnost
Hra se odehrává ve fiktivní Austrálii, kde hráč patří mezi hlavní favority automobilového festivalu Horizon, kde jezdí závody a získává nové fanoušky. Stejně jako předchozí díl Forza Horizon 2 obsahuje prostředí otevřeného světa, kde se hráči mohou volně pohybovat po mapě.

## Vývoj
Hra Forza Horizon 3 se začala vyvíjet v roce 2014 po vydání dílu Forza Horizon 2. S vývojem hry pomáhala stejně jako u ostatních her společnost Turn 10 Studios.
V průběhu vývoje Playground Games testovali různé technologické koncepty hry a zároveň se snažili vylepšit více funkcí oproti předchozímu titulu. Australské prostředí bylo vybráno kvůli rozmanitosti regionů. Do Austrálie byl vyslán tým, který o zemi prováděl výzkum.

## Vydání a přijetí
Forza Horizon 3 vyšla v září 2016. Kritici při vydání chválili design map, grafiku a množství obsahu, zatímco většina kritiky směřovala k monotónnosti závodů. Hra získala a byla nominována na několik ocenění a k roku 2017 se jí prodalo přes 2,5 milionu kopií. Pravidelně byl také vydáván stahovatelný obsah, včetně dvou rozšiřujících balíčků. Na hru navázala Forza Horizon 4, která vyšla v roce 2018.